# Asakura
Asakura (朝倉市, Asakura-shi) és una ciutat de la prefectura de Fukuoka, al Japó.
El febrer de 2016 tenia una població estimada de 55.199 habitants. Té una àrea total de 246,73 km².

## Geografia
Asakura està situada a la zona central sud de la prefectura de Fukuoka, 40 km al sud-est de la capital.

### Municipalitats veïnes
- Prefecture de Fukuoka
  - Chikuzen
  - Kama
  - Kurume
  - Tachiarai
  - Tōhō
  - Ukiha
- Prefectura d'Oita
  - Hita

## Història
Durant la restauració Meiji, l'àrea de l'actual Asakura fou ocupada pel poble d'Amagi i 18 viles: Akizuki, Asakura, Haki, Hinashiro, Fukuda, Fukunari, Kamiakizuki, Kanagawa, Takagi, Kugumiya, Mada, Masue, Minagi, Miyano, Ōba, Shiwa, Tateishi i Yasukawa.
El 1962, Asakura esdevingué poble després d'absorbir diversos pobles que eren el resultat de fusions entre viles veïnes. La ciutat d'Asakura fou establerta el 20 de març de 2006 mitjançant la unió del poble d'Asakura (del districte d'Asakura), la ciutat d'Amagi i el poble de Haki del mateix districte.